# Grand Prix Austrálie 2009
Grand Prix Austrálie 2009 (LXXIV ING Australian Grand Prix), úvodní závod 60. ročníku mistrovství světa jezdců Formule 1 a 51. ročníku poháru konstruktérů, historicky již 804. grand prix, se již tradičně odehrála na okruhu v Albert Park ve městě Melbourne. Na trati dlouhé 5,303 km absolvovali jezdci 58 okruhů, což celkově představuje 307,574 km. Na konci léta přivítala Austrálie jezdce slunečním počasím, teplota se pohybovala okolo 21 °C, teplota trati pak měla 31 °C to vše při 59% vlhkosti. Letošní ročník Grand Prix Austrálie, byl již 25. podnikem zařazeným do mistrovství světa formule 1 a 14. závodem, který se konal v Melbourne. Předchozích 11. ročníků (1985 - 1995) se odehrálo v Adelaide (Adelaide Street Circuit).
Nový tým Brawn GP, koncepčně vycházející z týmu Honda, byl během celého závodního víkendu dominující. Jenson Button se stal vítězem Grand Prix Austrálie, nadvládu vozu Brawn GP podtrhl druhým místem Rubens Barrichello. Takový vstup nového týmu do formule 1 pamatuje jen Grand Prix Francie 1954, kdy se praktický stejná situace povedla týmu Mercedes. Mrak pochybností se vznáší nad legálnosti jejich vozů, kdy některé týmy podali protest, ve kterém upozornili na odlišnost výkladu technických pravidel, především řešení difuzoru. Grand Prix Austrálie 2009 je teprve druhým závodem formule 1, který se dokončil za safety carem, výjezd tohoto vozu si vyžádala kolize tři kola před koncem závodu mezi Robertem Kubicou a Sebastianem Vettelem. Poprvé se závod za safety carem dokončil při Grand Prix Kanady 1999.

## Společenské a doprovodné akce
Do úvodního závodu nové sezony vstoupilo 10 týmů, obhájce titulu v poháru konstruktérů Ferrari, které stejně jako Renault, BMW a Toyota jsou jedinými konstruktéry s vlastními motory. Mercedes dodává motory třem týmům Mclaren, Brawn GP a Force India, Ferrari pak týmu Toro Rosso, Renault Red Bullu a Toyota Williamsu. Nováčkem mezi týmy je Brawn GP, který je pokračovatelem týmu Honda Racing F1. Ross Brawn, bývalý technický ředitel týmu Ferrari a Honda, se dohodl s vedením týmu Honda Racing F1 a převzal vedení týmu. Dalším nováčkem je švýcarský pilot Sébastien Buemi, stal se tak 22 pilotem reprezentující Švýcarsko ve Formuli 1, tím posledním byl v roce 1995 Jean-Denis Délétraz a tím nejúspěšnějším byl Clay Regazzoni. Sébastien Buemi nahradil Sebastiana Vettela v týmu Toro Rosso, který byl povolán do Red Bullu na místo po Davidu Coulthardovi. Ostatní týmy závodí se stejnou sestavou jezdců tak jako v předešlé sezóně.

### Společenské akce
Tak jako v předešlých letech tak i letos se konalo pře Grand Prix Austrálie mnoho prezentačních akcí spojené s představením týmů a sponzorů. Sébastien Bourdais a Sebastien Bušemi ze Scuderia Toro Rosso hráli tenis na místních dvorcích, zatímco Fernando Alonso a tým Renault se ukázali na fotbalovém hřišti spolu s Danny Alsopp z Melbourne Victory. Stáj McLaren se setkala s místními požárníky, kteří se vyznamenali při likvidaci rozsáhlých požárů, které tuto oblast zachvátili. Poté si vyzkoušeli jak se hraje profesionální cricket.

### Závody
Mezi doprovodnými závody Grand Prix Austrálie byl i Vodka O Australian GT Championship. V první jízdě zvítězil David Wall s vozem Porsche GT3 Cup S před Tony Quinnim s vozem Aston Martin DBRS9. David Wall vyhrál i druhou rozjížďku australského mistrovství vozů GT.
Aussie Racing Car Series byla další doprovodnou sérií, kterou vyhrál Richie Rappa s vozem Falcon AU, druhý byl David Lawrence ve voze Commodore a třetí místo získal Kyle Clews s vozem Toyota Aurion. Richie Rappa zvítězil i v druhé rozjížďce, druhý byl Kyle Clews.
Sprint Gas V8 Supercar Manufacturers Challenge vyhrál Craig Lowndes na voze Ford Falcon FG, druhý byl Mark Winterbottom na témže voze. A právě posledně jmenovaný Mark Winterbottom s vozem Ford Falcon FG, zvítězil ve druhé jízdě.
V sérii Formula 5000 Tasman Cup Revival byli k vidění historické skvosty jako Chevron B24, March 732A, McLaren M22 nebo Eagle FA74. Vítězství si nakonec odnesl vůz Lola T400 pilotovaný Markem Dwyerem, není bez zajímavosti, že prvních 7 míst obsadily vozy značky Lola. Tony Richards s vozem Lola T332 potvrdil nadvládu Loli vítězstvím ve druhé jízdě.
Součástí závodního víkendu byla i ukázka rychlosti vozu F1 v porovnání s cestovním vozem BMW 135i Coupe a speciálem Sprint Gas V8. Zatímco monopost F1 stáje BMW Sauber zdolal vzdálenost jednoho kola za 1:39.340, vozu Sprint Gas V8 to trvalo 2:04.650 a vozu BMW 135 Coupe 2:36.230. Za volantem monopostu F1 se představil testovací pilot Christian Klien, cestovní vůz pilotoval Paul Gover a Greg Murphy řídil Sprint Gas V8.
Cleanevent Australian Formula Ford Championship byl součástí závodního víkendu, nejlépe si počínal Nick Percat s vozem Mygale SJ07A, který vyhrál obě rozjížďky.

## Průběh závodu

### Tréninky

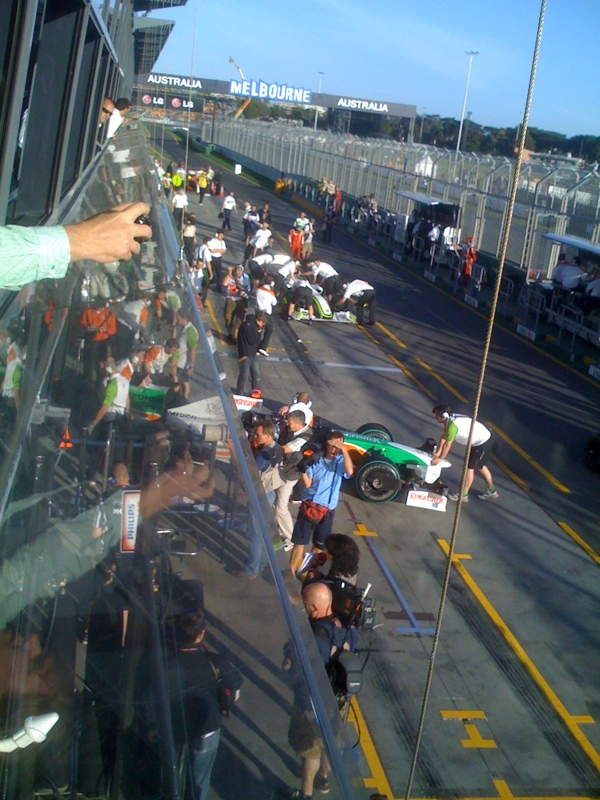
Pit line během tréninků

Příjemné počasí pozdního léta čekalo na piloty v prvním měřeném tréninku. Trať se postupně ohřála až na 33 °C při relativní vlhkosti vzduchu 60%. V úvodu tréninku se na trati objevilo pár jezdců, kteří odkroužili neměřené instalační kolo a zajeli zpět ke svým mechanikům. Posléze se celou čtvrthodinku na trati neobjevil jediný vůz. Poté se na trať vydal Rubens Barrichello s novým vozem Brawn GP, aby zajel neměřené kolo. Hned za nim vyjel švýcarský pilot Sebastien Buemi, který je jediným nováčkem mezi jezdci, a byl to právě on, kdo stanovil základní čas 1:41,493, který v dalším kole stlačil na hodnotu 1:32,788.
Nejrychlejším mužem prvního tréninku byl Nico Rosberg na Williamsu. Německý pilot dokázal zajet nejrychlejší okruh časem 1:26.687, což bylo o necelou desetinu sekundy rychleji než čas Lewise Hamiltona z loňského roku, kterým si zajistil pole position. Druhý byl Rosbergův týmový kolega Kazuki Nakadžima a třetí místo si zajistil pilot Ferrari Kimi Raikkonen. V tomto okamžiku se potvrdilo tvrzení sedmi týmů, které označili difuzory vozů Brawn GP a Williams jako nelegální. Na jejich obranu je potřeba zdůraznit fakt, že oba jezdci Williamsu v době, kdy zajeli nejrychlejší čas, měli na voze tvrdší směs pneumatik Bridgestone. Kimi Räikkönen zajel hned na první pokus čas 1:32,121, který hned v dalším kole posunul na 1:28,458 a ujal se vedení. Räikkönen byl ve vedení převážnou část 90 minutového tréninku, kterého ohrožovaly převážně oba vozy Brawn a Williams. Důvodem malé aktivity na trati je pravděpodobně pravidlo o použití motorů, které určuje že týmy mohou použít pouze 8 motorů na celou sezonu, přičemž se do toho započítává i páteční trénink, což loni nebylo.
Během tréninku byla vyvěšena také žlutá vlajka, která signalizovala nepojízdný vůz Sebastiana Vettela, který zůstal stát na trati s poruchou na hydraulice. Mezitím se pořadí na čele neustále měnilo, nejprve se tam vyhoupl Barrichello, posléze Kovalainen. Räikkönen zajel do boxu pro novou sadu pneumatik a když se vrátil na trať s měkkou směsí (letos označována zeleným proužkem na boku), zajel čas 1.26.750 a vrátil se tak do čela.

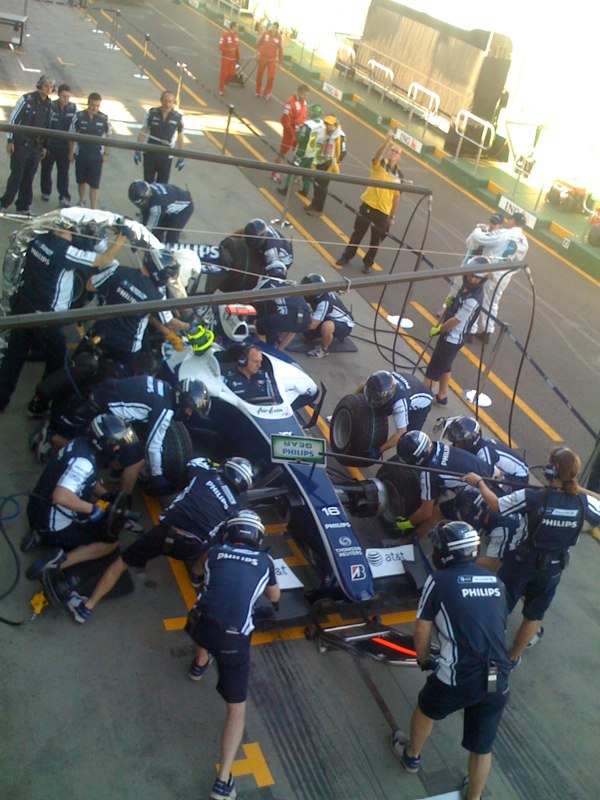
Nejrychlejší vůz během všech tréninků Williams FW31

Nico Rosberg ze stáje Williams potvrdil svou rychlost z dopoledního tréninku a časem 1:26,053 vévodil i druhému tréninku. Rubens Barrichello byl druhý nejrychlejší a Jarno Trulli obsadil třetí místo. Znovu se tak otevřela otázka protestu proti dvojitým difuzorům, které byly součástí výše jmenovaných vozů. Nejlépe umístěným vozem s tradičním difuzorem byl Red Bull Marka Webera na čtvrtém místě. Na dalších místech se seřadily vozy s dvojitým difuzorem, Brawn Jensona Buttona, Toyota Tima Glocka a Williams Kazuki Nakadžimy. Překvapivě dobrý výkon podal Adrian Sutil s vozem Force India, když za sebou nechal obě Ferrari. Zcela nepřesvědčivé výkony podaly vozy BMW (14. a 15. místo) a McLaren (17. a 18. místo). Startovní pole uzavírali Nelson Piquet a nováček Sebastien Buemi.
Sobotní trénink pouze potvrdil výkonnost týmů z pátečních tréninků a dominantní Williams Nica Rosberga zaznamenal další nejrychlejší čas. Protože se jednalo o poslední trénink před kvalifikací stratégové týmu zvolili téměř podobné podmínky pro své jezdce a to tak, že v první části se zkoušela resistence tvrdé směsi pneumatik. V závěru tréninku přešly všechny týmy na měkkou směs, aby odzkoušeli její rychlost pro kvalifikaci. Druhým nejrychlejším mužem byl Jarno Trulli s Toyotou, z loňských uchazečů o titul se na čele dokázal držet pouze Felipe Massa s Ferrari. Kimi Räikkönen s druhým Ferrari měl v závěru tréninku potíže s hydraulikou vozu. Nejprve Sebastian Vettel zajel nejrychleji časem (1:27.009). Pilota Red Bull Racing pronásledoval Barrichello 1:27.729, Nakadžima 1:27.762, Rosberg 1:27.782, Button 1:27.863, Hamilton 1:27.923, Alonso 1:27.955 a Glock 1:28.085. Zatímco Vettel se nedokázal dostat pod tento čas, Barrichello jako první zajel čas s hodnotou 1:26. a dostal se před dosud vedoucí čtveřici Trulli, Massa, Button a Rosberg. Dalšíkolo přineslo další změnu v pořadí, které mělo následnou podobu Glock 1:26.410, Barrichello 1:26.489, Trulli 1:26.569, Massa 1:26.629, Button 1:26.691, Rosberg 1:26.893. Závěrečná minuta přinesla drama v podání Truliho, který zajel čas 1:25,811, následně ho pokořil Rosberg o pouhé 3 tisíciny sekundy, třetí místo si nakonec vyjel Jenson Button.

### Kvalifikace

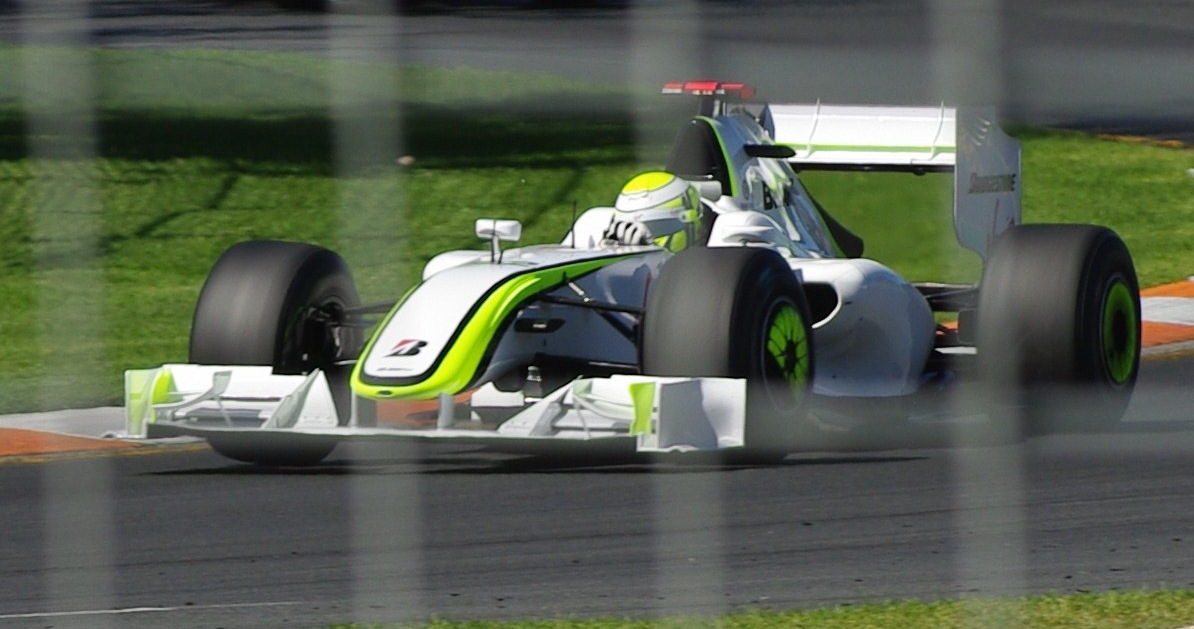
Brawn GP

Slunce pozdního léta v Melbourne, ohřálo vzduch na 25 °C a povrch tratě dokonce přes 30 °C. Nový časový harmonogram zkomplikoval zorné pole mnoha jezdců. Kvalifikace začala až v 17 hodin místního času což se projevilo na délce stínů, které dopadaly na asfaltový povrch od stromů lemujících trať v Albert Parku. Střídavý přechod ze stínu a slunce znepříjemňoval život jezdců i techniků, jelikož se výrazně měnila i teplota v zastíněných a osluněných částech silnice což mělo vliv na kvalitu mechanické přilnavosti.
Hned od prvního okamžiku se jezdilo ve vysokém tempu a první pokusy byly pod hranicí 1:27. Pořadí na čele se měnilo při každém průjezdu vozu cílovou rovinou. Kimi Räikkönen na Ferrari zajel jako první čas 1:26,6, následně ho překonal Fernando Alonso s Renaultem. Na první dvě místa se nejrychlejším časem dostali Rubens Barrichello a Lewis Hamilton, jejich pozice ale vzápětí ohrozil a překonal domácí pilot Mark Webber na voze Red Bull a několik minut před vypršením časového limitu se do čela znovu vyhoupl Rubens Barichello, druhý skončil Barrichelluv stájový kolega Jenson Button, třetí byl nakonec Mark Webber. V první části kvalifikace zcela vyhořely vozy McLaren a Renault. Lewis Hamilton proklouzl do druhé části jen o vlásek, první nepostupující pětice byla složena z obou jezdců Toro Rosso Sébastiena Buemiho (16.) a Sébastiena Bourdaise (20.), obou pilotů Force India Giancarla Fisichelli (18.) a Adriana Sutila (19.), které doplnil pilot Renaultu Nelson Piquet jr. na 17. místě.

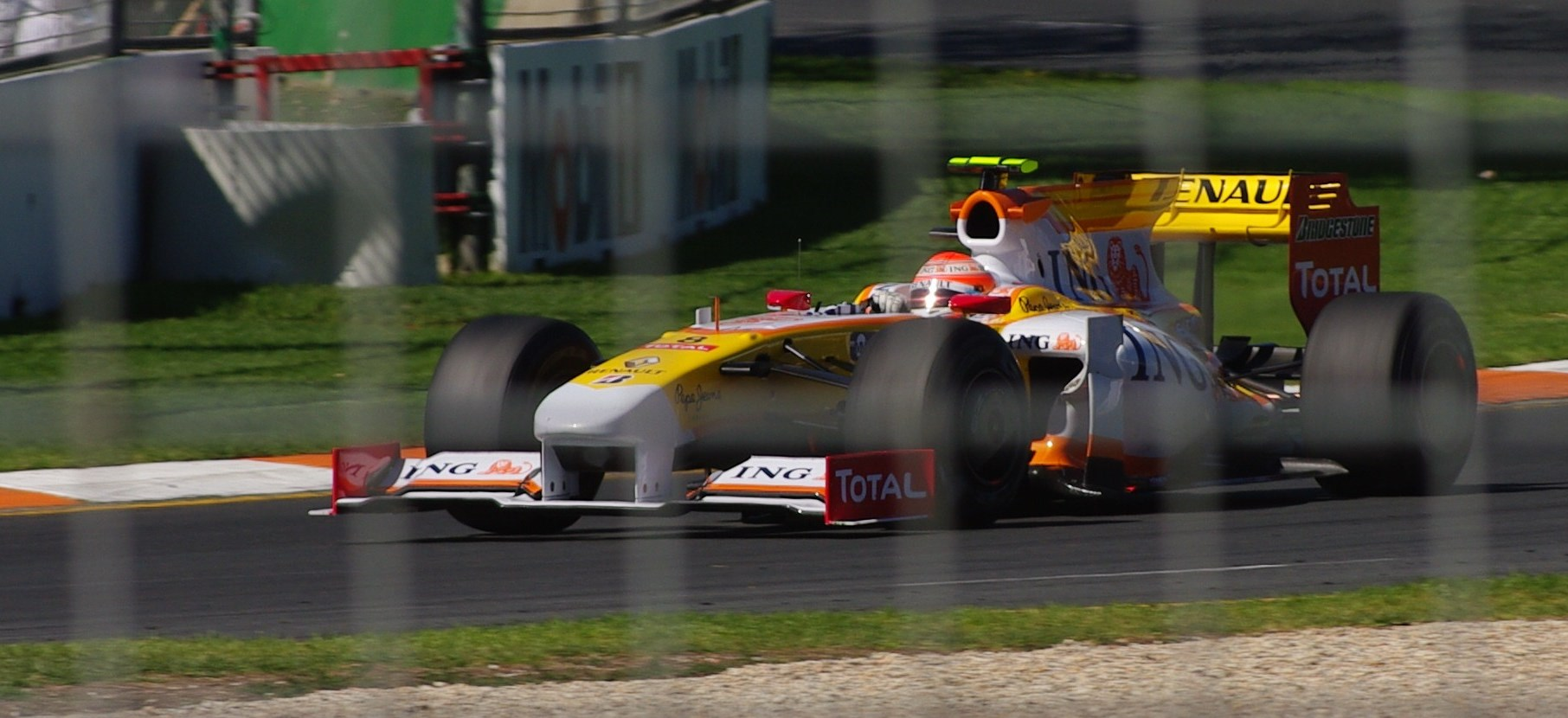
Trápící se Renault R29

Po krátké pauze nastoupilo zbylých 15 jezdců ke druhému klání, které rozhodne o další pětici odpadnuvších. Jako první se na trati objevili piloti rudých monopostů z Maranella a hned zajeli super rychlé časy, Räikkönen 1:25,3 a Massa 1:25,5 a zdálo se, že by jim postup do závěrečné fáze kvalifikace neměl uniknout. Nesnáze i nadále provázely týmy McLaren a Renault. Senzačně vstoupil do druhé části Sebastian Vettel a 1:25,1 min se zařadil na první místo, sledovaný Nicem Rosbergem a Rubensem Barrichellem. Poprvé za celý víkend o sobě dal vědět Robert Kubica s vozem BMW Sauber, který na rozdíl od svého týmového kolegy Nicka Heidfelda, postoupil do závěrečných bojů o pole positions. Do třetí části kvalifikace nepostoupili oba jezdci McLarenu Heikki Kovalainen (14.) a Lewis Hamilton (15.), Kazuki Nakadžima s Williamsem, Fernando Alonso na Renaultu a Nick Heidfeld s BMW.
Pomyslnou první řadu vybojovali Rubens Barrichello a Jenson Button z týmu Rosse Brawna, dva vozy v top 10 měly rovněž týmy Red Bull Racing, Toyota a Ferrari. Úřadující mistr světa Lewis Hamilton se sice probojoval do druhé části, jak se ale po několika minutách ukázalo, do průběhu bojů již nezasáhl, na vině byly problémy s převodovkou. Mechanici posléze museli celou převodovku vyměnit což Lewise stálo pět míst na startovním roštu.

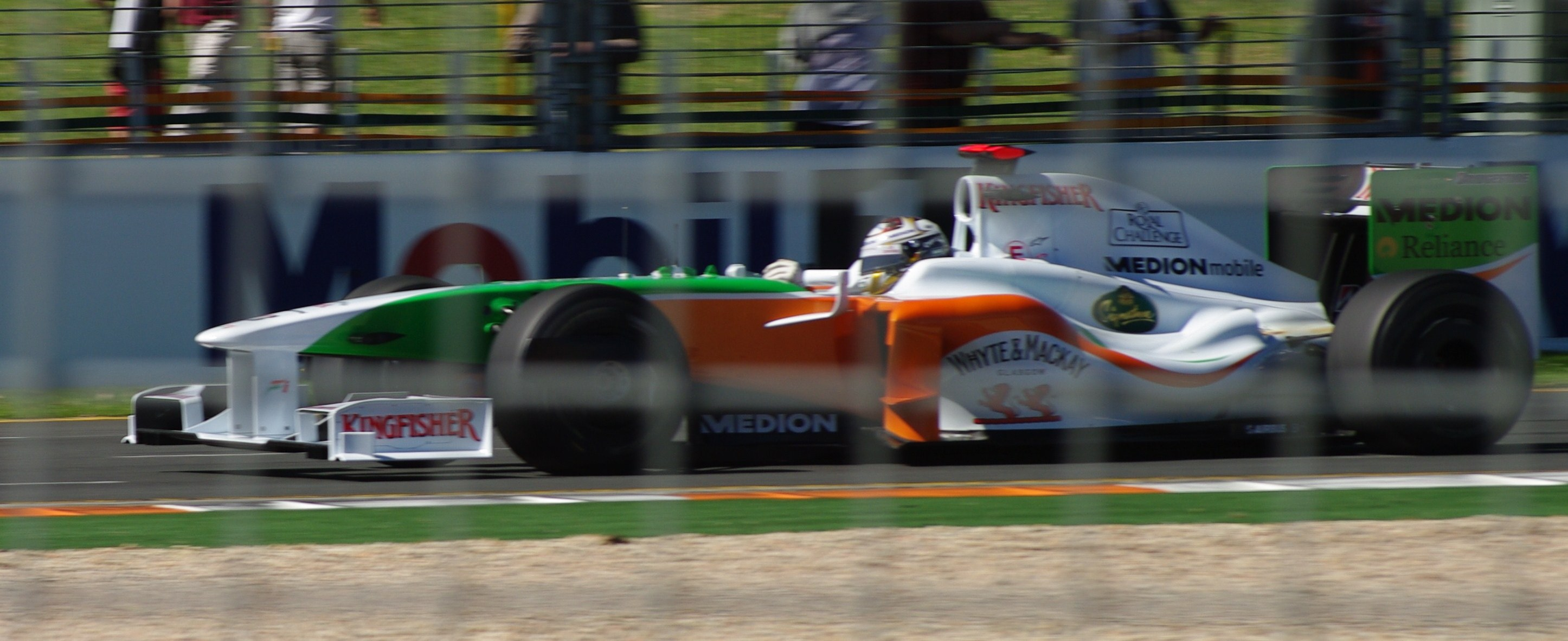
Force India

Již od prvních metrů závěrečné části kvalifikace bylo jasné s jakou strategií vstupují jednotlivé stáje do bojů o Grand Prix Austrálie. Brawn a Red Bull neponechali nic náhodě a hned o počátku nasadili extrémně vysoké tempo a seřadili se na špici startovního pole po sérii prvních pokusů. Ferrari nezvykle zpomalilo a zdálo se, že italská stáj zvolila strategii na dlouhý první stint. Nakonec se ukázalo, že nový vůz F60 si vůbec nerozumí s měkkou směsí pneumatik. Druhé pokusy rozhodly o postavení na startovním roštu. Ještě v prvním sektoru to vypadalo na absolutní triumf Rubense Barrichella, ale v závěrečné fázi okruhu chyboval a nechal tak prostor svému týmovému kolegovi. První řada tak patřila vozům Brawn (Button, Barrichello), druhou řadu obsadil Sebastian Vettel a Robert Kubica. Pátý byl Nico Rosberga a za ním se prostřídali jezdci Ferrari a Toyoty.
Po mnoha letech se tak divákovi naskytl neobvyklý pohled na složení startovního roštu, který doznal několika změn v podobě diskvalifikací a penalizací. Úřadující mistr světa Lewis Hamilton, musel po výměně převodovky opustit 15 pozici, která mu po kvalifikaci patřila a posunout se o pět míst dozadu (nakonec to bylo pouze o tři – po diskvalifikaci obou jezdců Toyoty). Při technické prohlídce po skončení kvalifikace byly diskvalifikovany oba monoposty Toyota TF109. FIA zrušila kvalifikační časy obou jezdců týmu Toyota z důvodů porušení technických pravidel. Horní element zadního křídla u vozů č. 9 a 10 vykazuje extrémní pružnost, což je v rozporu s požadavky článku 3.15. Pro oba jezdce to současně znamenalo start do závodu z boxů a to jen za předpokladu, že japonská stáj zjištěnou závadu na svých vozech odstraní. První řadu na roštu tak obsadil Brawn GP, druhá řáda byla ve složení Sebastian Vettel (Red Bull Racing) a Robert Kubica (BMW Sauber), třetí řada Nico Rosberg (Williams) a Felipe Massa (Ferrari). Na složení startovního roštu měla vliv i hmotnost samotných monopostů. Nejlehčí do kvalifikace nastoupil Robert Kubica s váhou 650 kg, předpokládalo se že podobně těžké budou i vítězné vozy Brawn, ale ty patřily ke středu a v top 10 byly dokonce nejtěžší.

## Výsledky

### Závod
- 29. březen 2009
- Okruh Melbourne (závodní okruh)
- 58 kol x 5.303 km = 307.574 km
- 804. Grand Prix
- Závod dokončen za safety carem.
- 2. vítězství  « Jensona Buttona »
- 1. vítězství pro  Brawn GP »
- 201. vítězství pro  « Velkou Británii »(nový rekord) (ve skutečnosti jde o 200. vítězství, chyba zřejmě vznikla prostým součtem vítězství britských jezdců, ale společné vítězství Mosse a Brookse v Aintree 1957 nelze považovat za dvě vítězství pro Velkou Británii)
- 9. vítězství pro vůz se startovním číslem « 22 »
- 317. vítězství z  « Pole positions »
- 1. double (dvouvítězství) pro  Brawn GP »

| Legenda k tabulce | Legenda k tabulce                                                                       |
| Barva             | Výsledek                                                                                |
| ----------------- | --------------------------------------------------------------------------------------- |
| Zlatá             | Vítěz                                                                                   |
| Stříbrná          | 2. místo                                                                                |
| Bronzová          | 3. místo                                                                                |
| Zelená            | Bodované umístění                                                                       |
| Modrá             | Nebodované umístění                                                                     |
| Modrá             | Dokončil neklasifikován (NC)                                                            |
| Fialová           | Odstoupil (Ret)                                                                         |
| Červená           | Nekvalifikoval se (DNQ)                                                                 |
| Červená           | Nepředkvalifikoval se (DNPQ)                                                            |
| Černá             | Diskvalifikován (DSQ)                                                                   |
| Bílá              | Nestartoval (DNS)                                                                       |
| Bílá              | Závod zrušen (C)                                                                        |
| Světle modrá      | Pouze trénoval (PO)                                                                     |
| Světle modrá      | Páteční testovací jezdec (TD)                                                           |
| Bez barvy         | Netrénoval (DNP)                                                                        |
| Bez barvy         | Vyřazen (EX)                                                                            |
| Bez barvy         | Nepřijel (DNA)                                                                          |
| Bez barvy         | Odvolal účast (WD)                                                                      |
| Bez barvy         | Nezúčastnil se (prázdné)                                                                |
| Označení          | Význam                                                                                  |
| Tučnost           | Pole position                                                                           |
| Kurzíva           | Nejrychlejší kolo                                                                       |
| †                 | Jezdec nedojel do cíle, ale byl klasifikován, protože odjel více než 90 % délky závodu. |
| ‡                 | Byl udělován poloviční počet bodů, protože bylo odjeto méně než 75 % délky závodu.      |
| Horní index       | Umístění bodujících jezdců ve sprintu                                                   |

| Pozice | č.  | Jezdec               | Vůz               | Kolo | Čas                  | +/- | Pole | Body | Nej. kolo      | Váha/kg | 1. Pitstop   | 2. Pitstop   | 3. Pitstop   | 4. Pitstop   |
| ------ | --- | -------------------- | ----------------- | ---- | -------------------- | --- | ---- | ---- | -------------- | ------- | ------------ | ------------ | ------------ | ------------ |
| 1      | 22. | Jenson Button        | Brawn BGP 001     | 58   | 1h 34m 15,784        | 0   | 1    | 10   | 1:28,020       | 664,5   | 19. / 27.397 | 47. / 26.381 |              |              |
| 2      | 23. | Rubens Barrichello   | Brawn BGP 001     | 58   | á 0:00,807s          | 0   | 2    | 8    | 1:29,066 (14.) | 666,5   | 18. / 35.824 | 51. / 22.194 |              |              |
| 3      | 9.  | Jarno Trulli         | Toyota TF109      | 58   | á 0:01,604s          | 17  | 20   | 6    | 1:28,916 (10.) | 660     | 10. / 19.369 | 33. / 22.369 |              |              |
| DSQ    | 1.  | Lewis Hamilton       | McLaren MP4-24    | 58   | á 0:02,914s          | 4   | 18   | x    | 1:29,020 (13.) | 655     | 11. / 25.446 | 43. / 21.293 |              |              |
| 4      | 10. | Timo Glock           | Toyota TF109      | 58   | á 0:04,435s          | 14  | 19   | 5    | 1:28,416 (6.)  | 670     | 18. / 23.084 | 50. / 19.676 |              |              |
| 5      | 7.  | Fernando Alonso      | Renault R29       | 58   | á 0:04,879s          | 4   | 10   | 4    | 1:28,712 (9.)  | 680,7   | 19. / 34.701 | 51. / 20.679 |              |              |
| 6      | 16. | Nico Rosberg         | Williams FW31     | 58   | á 0:05,722s          | 2   | 5    | 3    | 1:27,706       | 657     | 16. / 34.720 | 44. / 20.694 |              |              |
| 7      | 12. | Sebastien Buemi      | Toro Rosso STR4   | 58   | á 0:06,004s          | 5   | 13   | 2    | 1:29,230 (16.) | 675,5   | 18. / 22.162 | 41. / 20.537 |              |              |
| 8      | 11. | Sebastien Bourdais   | Toro Rosso STR4   | 58   | á 0:06,298s          | 8   | 17   | 1    | 1:29,823 (17.) | 662,5   | 9. / 22.309  | 21. / 22.831 |              |              |
| 9      | 20. | Adrian Sutil         | Force India VJM02 | 58   | á 0:06,335s          | 6   | 16   | x    | 1:28,943 (11.) | 684,5   | 1. / 25.354  | 22. / 24.301 | 34. / 23.947 |              |
| 10     | 6.  | Nick Heidfeld        | BMW Sauber F1.09  | 58   | á 0:07,085s          | 2   | 9    | x    | 1:28,283 (5.)  | 691,5   | 1. / 25.868  | 18. / 32.494 | 44. / 19.325 |              |
| 11     | 21. | Giancarlo Fisichella | Force India VJM02 | 58   | á 0:07,374s          | 3   | 15   | x    | 1:29,005 (12.) | 689     | 19. / 42.708 | 49. / 21.993 |              |              |
| 12     | 14  | Mark Webber          | Red Bull RB5      | 57   | á 1 kolo             | 6   | 8    | x    | 1:28,508 (8.)  | 662     | 1. / 45.811  | 35. / 23.414 |              |              |
| 13     | 15. | Sebastian Vettel     | Red Bull RB5      | 56   | á 2 kola / kolize    | 11  | 3    | x    | 1:28,140 (4.)  | 657     | 16. / 25.494 | 45. / 20.690 |              |              |
| 14     | 5   | Robert Kubica        | BMW Sauber F1.09  | 55   | á 3 kola / kolize    | 11  | 4    | x    | 1:27,988       | 650     | 12. / 22.524 | 39. / 20.943 |              |              |
| 15     | 4.  | Kimi Räikkönen       | Ferrari F60       | 55   | á 3 kola/diferenciál | 9   | 7    | x    | 1:28,488 (7.)  | 655,5   | 10. / 23.516 | 39. / 21.190 | 43. / 35.939 | 55. / 23.410 |
| Pozice | č.  | Odstoupili           | Vůz               | Kolo | Důvod                | +/- | Pole | Body | Nej. kolo      | Váha/kg | 1. Pitstop   | 2. Pitstop   | 3. Pitstop   | 4. Pitstop   |
| Ret    | 3.  | Felipe Massa         | Ferrari F60       | 45   | Zavěšení             | 11  | 6    | x    | 1:29,141 (15.) | 654     | 11. / 21.647 | 31. / 24.843 |              |              |
| Ret    | 8.  | Nelson Piquet jr.    | Renault R29       | 24   | Mimo trať            | 7   | 14   | x    | 1:30,502 (19.) | 694,1   | 19. / 24.955 |              |              |              |
| Ret    | 17. | Kazuki Nakadžima     | Williams FW31     | 17   | Nehoda               | 4   | 11   | x    | 1:29,923 (18.) | 658,3   |              |              |              |              |
| Ret    | 2.  | Heikki Kovalainen    | McLaren MP4-24    | 0    | Nehoda               | 12  | 12   | x    |                | 690,6   |              |              |              |              |

### Penalizace
| č.                           | Jezdec                    | Vůz                       | Penalizace                   | Důvod                                      |                           |
| Penalizace po kvalifikaci    | Penalizace po kvalifikaci | Penalizace po kvalifikaci | Penalizace po kvalifikaci    | Penalizace po kvalifikaci                  | Penalizace po kvalifikaci |
| ---------------------------- | ------------------------- | ------------------------- | ---------------------------- | ------------------------------------------ | ------------------------- |
| 1                            | Lewis Hamilton            | McLaren MP4-24            | Pět míst na startu           | Výměna převodovky                          |                           |
| 9                            | Jarno Trulli 1            | Toyota TF109              | Diskvalifikace z kvalifikace | Použití flexibilních křídel                |                           |
| 10                           | Timo Glock 1              | Toyota TF109              | Diskvalifikace z kvalifikace | Použití flexibilních křídel                |                           |
| 9                            | Jarno Trulli              | Toyota TF109              | Start z boxů                 | Změny na voze v parc fermé                 |                           |
| 10                           | Timo Glock                | Toyota TF109              | Start z boxů                 | Změny na voze v parc fermé                 |                           |
| Penalizace po závodě         |                           |                           |                              |                                            |                           |
| 9                            | Jarno Trulli 2            | Toyota TF109              | + 25 s                       | Předjíždění Hamiltona pod žlutými vlajkami |                           |
| 15                           | Sebastian Vettel          | Red Bull RB5              | 50000 €                      | Jízda s poškozeným vozem                   |                           |
| 1                            | Lewis Hamilton 3          | McLaren MP4-24            | Diskvalifikace ze závodu     | Poskytnutí zavádějících informací          |                           |
| Penalizace do dalšího závodu |                           |                           |                              |                                            |                           |
| 15                           | Sebastian Vettel4         | Red Bull RB5              | 10 míst na startu            | Způsobení kolize s Kubicou                 |                           |

- 1 - FIA zrušila kvalifikační časy obou jezdců týmu Toyota z důvodů porušení technických pravidel. Horní element zadního křídla u vozů č. 9 a 10 vykazuje extrémní pružnost, což je v rozporu s požadavky článku 3.15. Oba jezdci nastoupí do závodu jedině za předpokladu, že jejich vozy budou opatřeny legálními křídly
- 2 - Jarno Trulli dodatečně penalizován 25 s, při jízdě za safety carem se Ital na okamžik dostal mimo trať, Hamilton ho tedy mohl předjet. Po návratu z trávníku se však Trulli zařadil zpátky před britského závodníka, což je v rozporu s pravidly
- 3 - Lewis Hamilton dodatečně diskvalifikován dne 2. dubna 2009. Důvodem diskvalifikace je poskytnutí zavádějících informací v kauze s jezdcem Toyoty Jarno Trullim. Trulli se tak dostal zpět na třetí příčku.
- 4 - Sebastian Vettel označen za viníka kolize s Robertem Kubicou, bude penalizován posunutím o 10 míst na startovním roštu v následujícím závodě.

### Stupně vítězů
| Jezdci (rekord Michael Schumacher 154) - 63. podium pro « Rubense Barrichella » - 16. podium pro « Jensona Buttona » - 9. podium pro « Jarna Trulliho » | Vozy (rekord Ferrari 622) - 9. podium pro « Toyotu » - 2. podium pro Brawn GP » | Státy - 519. podium pro « Velkou Británii » (nový rekord) - 274. podium pro « Brazílii » - 204. podium pro « Itálii » |

### Bodové umístění
V závorce body získane v této GP:
| Jezdci (rekord Michael Schumacher 1369 bodů) - 555 (4) bodů pro « Fernanda Alonsa » - 538 (8) bodů pro « Rubense Barrichella » - 242 (10) bodů pro « Jensona Buttona » - 220 (6) bodů pro « Jarna Trulliho » - 44 (3) bodů pro « Nico Rosberga » - 32 (5) bodů pro « Timo Glocka » - 5 (1) bodů pro « Sébastiena Bourdaise » - 2 (2) bodů pro Sébastiena Buemiho » | Vozy (rekord Ferrari 4023,5 bodů) - 2568,5 (3) bodů pro « Williams » - 1060 (4) bodů pro « Renault » - 230 (11) bodů pro « Toyotu » - 51 (3) bodů pro « Toro Rosso » - 18 (18) bodů pro Brawn GP » | Státy - 4552,28 (10) bodů pro « Velká Británie » (nový rekord) - 2402 (8) bodů pro « Německo » - 2370 (8) bodů pro « Brazílie » - 2332,47 (1) bodů pro « Francie » - 1964,3 (6) bodů pro « Itálie » - 600 (4) bodů pro « Španělska » - 321 (2) bodů pro « Švýcarska » |

### Nejrychlejší kolo
Nico Rosberg- Williams-1:27,706
- 2. nejrychlejší kolo « Nico Rosberga
- 130. nejrychlejší kolo pro « Williams
- 98. nejrychlejší kolo pro « Německo
- 21. nejrychlejší kolo pro vůz se « startovním číslem 16

Vývoj nejrychlejšího kola Archivováno 16. 4. 2009 na Wayback Machine.
| Kolo     | Čas      | Jezdec           | Vůz      |
| 48. kolo | 1:27,706 | Nico Rosberg     | Williams |
| -------- | -------- | ---------------- | -------- |
| 36. kolo | 1:28.0   | Robert Kubica    | BMW      |
| 34. kolo | 1:28.0   | Robert Kubica    | BMW      |
| 17. kolo | 1:28.0   | Jenson Button    | Brawn GP |
| 8. kolo  | 1:28.1   | Sebastian Vettel | Red Bull |
| 7. kolo  | 1:28.2   | Sebastian Vettel | Red Bull |
| 7. kolo  | 1:28.2   | Jenson Button    | Brawn GP |
| 6. kolo  | 1:28.4   | Sebastian Vettel | Red Bull |
| 6. kolo  | 1:28.5   | Jenson Button    | Brawn GP |
| 5. kolo  | 1:28.8   | Jenson Button    | Brawn GP |
| 4. kolo  | 1:29.0   | Sebastian Vettel | Red Bull |
| 4. kolo  | 1:29.2   | Jenson Button    | Brawn GP |
| 3. kolo  | 1:29.8   | Sebastian Vettel | Red Bull |
| 3. kolo  | 1:29.8   | Jenson Button    | Brawn GP |
| 2. kolo  | 1:30.6   | Jenson Button    | Brawn GP |
| 1. kolo  | 1:35.7   | Jenson Button    | Brawn GP |

### Vedení v závodě
- « Jenson Button » byl ve vedení 162 kol
- Brawn GP » byl ve vedení 58 kol
- « Velká Británie » byla ve vedení 13337 kol

| Kola      | km         | Jezdec        | %    |
| --------- | ---------- | ------------- | ---- |
| 1-58 kolo | 307.574 km | Jenson Button | 100% |

SC-Safety car na trati:
- 19-24 kolo havárie Nakadžimy
- 56-58 kolo kolize Kubici a Vettela

| Jenson Button | SC | Jenson Button |  |
| ------------- | -- | ------------- |  |

### Postavení na startu
Jenson Button- Brawn GP-1'26.202
- 4. Pole position  « Jensona Buttona »
- 1. Pole position pro Brawn GP »
- 195. Pole position pro « Velkou Británii » (nový rekord )
- 11. Pole position pro vůz se «  startovním číslem 22 »
- 31x první řadu získal « Rubens Barrichello
- 11x první řadu získal « Jenson Button »
- 2x první řadu získal  Brawn GP »
- 454x první řadu získala « Velká Británie » (nový rekord )
- 209x první řadu získala « Brazílie

| *                                                          | *                                                    | *                                    | Kvalifikace III.                   | Kvalifikace II.                           | Kvalifikace I.                       |
| ---------------------------------------------------------- | ---------------------------------------------------- | ------------------------------------ | ---------------------------------- | ----------------------------------------- | ------------------------------------ |
|                                                            | _______1_______ Jenson Button Brawn GP 1'26.202      |                                      | Jenson Button Brawn GP 1'26.202    | Rubens Barrichello Brawn GP 1'24.783      | Rubens Barrichello Brawn GP 1'25.006 |
|                                                            | _______2_______ Rubens Barrichello Brawn GP 1'26.505 | Rubens Barrichello Brawn GP 1'26.505 | Jenson Button Brawn GP 1'24.855    | Jenson Button Brawn GP 1'25.211           |                                      |
| _______3_______ Sebastian Vettel Red Bull 1'26.830         |                                                      | Sebastian Vettel Red Bull 1'26.830   | Sebastian Vettel Red Bull 1'25.121 | Mark Webber Red Bull 1'25.427             |                                      |
|                                                            | _______4_______ Robert Kubica BMW 1'26.914           | Robert Kubica BMW 1'26.914           | Nico Rosberg Williams 1'25.123     | Timo Glock Toyota 1'25.499                |                                      |
| _______5_______ Nico Rosberg Williams 1'26.973             |                                                      | Nico Rosberg Williams 1'26.973       | Robert Kubica BMW 1'25.152         | Nick Heidfeld BMW 1'25.827                |                                      |
|                                                            | _______6_______ Felipe Massa Ferrari 1'27.033        | Timo Glock Toyota 1'26.975           | Mark Webber Red Bull 1'25.241      | Felipe Massa Ferrari 1'25.844             |                                      |
| _______7_______ Kimi Räikkönen Ferrari 1'27.163            |                                                      | Felipe Massa Ferrari 1'27.033        | Jarno Trulli Toyota 1'25.265       | Nico Rosberg Williams 1'25.846            |                                      |
|                                                            | _______8_______ Mark Webber Red Bull 1'27.246        | Jarno Trulli Toyota 1'27.127         | Timo Glock Toyota 1'25.281         | Kimi Räikkönen Ferrari 1'25.899           |                                      |
| _______9_______ Nick Heidfeld BMW 1'25.504                 |                                                      | Kimi Räikkönen Ferrari 1'27.163      | Felipe Massa Ferrari 1'25.319      | Robert Kubica BMW 1'25.922                |                                      |
|                                                            | _______10_______ Fernando Alonso Renault 1'25.605    | Mark Webber Red Bull 1'27.246        | Kimi Räikkönen Ferrari 1'25.380    | Sebastian Vettel Red Bull 1'25.938        |                                      |
| _______11_______ Kazuki Nakadžima Williams 1'25.607        |                                                      |                                      | Nick Heidfeld BMW 1'25.504         | Fernando Alonso Renault 1'26.026          |                                      |
|                                                            | _______12_______ Heikki Kovalainen McLaren 1'25.726  |                                      | Fernando Alonso Renault 1'25.605   | Kazuki Nakadžima Williams 1'26.074        |                                      |
| _______13_______ Sébastien Buemi Toro Rosso 1'26.503       |                                                      |                                      | Kazuki Nakadžima Williams 1'25.607 | Heikki Kovalainen McLaren 1'26.184        |                                      |
|                                                            | _______14_______ Nelson Piquet Jr. Renault 1'26.598  |                                      | Heikki Kovalainen McLaren 1'25.726 | Jarno Trulli Toyota 1'26.194              |                                      |
| _______15_______ Giancarlo Fisichella Force India 1'26.677 |                                                      |                                      | Lewis Hamilton McLaren 0 00 000    | Lewis Hamilton McLaren 1'26.454           |                                      |
|                                                            | _______16_______ Adrian Sutil Force India 1'26.742   |                                      |                                    | Sébastien Buemi Toro Rosso 1'26.503       |                                      |
| _______17_______ Sébastien Bourdais Toro Rosso 1'26.964    |                                                      |                                      |                                    | Nelson Piquet Jr. Renault 1'26.598        |                                      |
|                                                            | _______18_______ Lewis Hamilton McLaren 0 00 000     |                                      |                                    | Giancarlo Fisichella Force India 1'26.677 |                                      |
| _______19_______ Timo Glock Toyota 1'26.975                |                                                      |                                      |                                    | Adrian Sutil Force India 1'26.742         |                                      |
|                                                            | _______20_______ Jarno Trulli Toyota 1'27.127        |                                      |                                    | Sébastien Bourdais Toro Rosso 1'26.964    |                                      |

## Tréninky
| *  | I. Trénink                                | *  | II. Trénink                               | *  | III. Trénink                              |
| -- | ----------------------------------------- | -- | ----------------------------------------- | -- | ----------------------------------------- |
| 1  | Nico Rosberg Williams 1:26.687            | 1  | Nico Rosberg Williams 1:26.053            | 1  | Nico Rosberg Williams 1:25.808            |
| 2  | Kazuki Nakadžima Williams 1:26.736        | 2  | Rubens Barrichello Brawn GP 1:26.157      | 2  | Jarno Trulli Toyota 1:25.811              |
| 3  | Kimi Räikkönen Ferrari 1:26.750           | 3  | Jarno Trulli Toyota 1:26.350              | 3  | Jenson Button Brawn GP 1:25.981           |
| 4  | Rubens Barrichello Brawn GP 1:27.226      | 4  | Mark Webber Red Bull 1:26.370             | 4  | Felipe Massa Ferrari 1:26.020             |
| 5  | Heikki Kovalainen McLaren 1:27.453        | 5  | Jenson Button Brawn GP 1:26.374           | 5  | Kazuki Nakadžima Williams 1:26.078        |
| 6  | Jenson Button Brawn GP 1:27.467           | 6  | Timo Glock Toyota 1:26.443                | 6  | Rubens Barrichello Brawn GP 1:26.348      |
| 7  | Felipe Massa Ferrari 1:27.642             | 7  | Kazuki Nakadžima Williams 1:26.560        | 7  | Mark Webber Red Bull 1:26.355             |
| 8  | Timo Glock Toyota 1:27.710                | 8  | Sebastian Vettel Red Bull 1:26.740        | 8  | Timo Glock Toyota 1:26.410                |
| 9  | Adrian Sutil Force India 1:27.993         | 9  | Adrian Sutil Force India 1:27.040         | 9  | Robert Kubica BMW 1:26.514                |
| 10 | Fernando Alonso Renault 1:28.123          | 10 | Felipe Massa Ferrari 1:27.064             | 10 | Nick Heidfeld BMW 1:26.555                |
| 11 | Nick Heidfeld BMW 1:28.137                | 11 | Kimi Räikkönen Ferrari 1:27.204           | 11 | Heikki Kovalainen McLaren 1:26.652        |
| 12 | Jarno Trulli Toyota 1:28.142              | 12 | Fernando Alonso Renault 1:27.232          | 12 | Lewis Hamilton McLaren 1:26.714           |
| 13 | Robert Kubica BMW 1:28.511                | 13 | Giancarlo Fisichella Force India 1:27.282 | 13 | Sebastian Vettel Red Bull 1:27.009        |
| 14 | Giancarlo Fisichella Force India 1:28.603 | 14 | Nick Heidfeld BMW 1:27.317                | 14 | Adrian Sutil Force India 1:27.062         |
| 15 | Sébastien Buemi Toro Rosso 1:28.785       | 15 | Robert Kubica BMW 1:27.398                | 15 | Sébastien Bourdais Toro Rosso 1:27.152    |
| 16 | Lewis Hamilton McLaren 1:29.042           | 16 | Sébastien Bourdais Toro Rosso 1:27.479    | 16 | Sébastien Buemi Toro Rosso 1:27.192       |
| 17 | Mark Webber Red Bull 1:29.081             | 17 | Heikki Kovalainen McLaren 1:27.802        | 17 | Fernando Alonso Renault 1:27.357          |
| 18 | Nelson Piquet Jr. Renault 1:29.461        | 18 | Lewis Hamilton McLaren 1:27.813           | 18 | Giancarlo Fisichella Force India 1:27.492 |
| 19 | Sébastien Bourdais Toro Rosso 1:29.499    | 19 | Nelson Piquet Jr. Renault 1:27.828        | 19 | Nelson Piquet Jr. Renault 1:27.739        |
| 20 | Sebastian Vettel Red Bull 1:32.784        | 20 | Sébastien Buemi Toro Rosso 1:28.076       | 20 | Kimi Räikkönen Ferrari 1:28.801           |

## Zajímavosti
- První start vozů BMW F1.09, Brawn BGP-001, Ferrari F60, Force India VJM-02, McLaren MP4/24, Red Bull RB5, Renault R29, Toro Rosso STR04, Toyota TF109 a Williams FW31.
- Mezi jezdci si svůj debit odbil Sébastien Buemi.
- 1. pole position, body, podium, vítězství a double pro Brawn GP
- 1. bod pro Sébastiena Buemiho
- Jarno Trulli startoval z boxů a dojel na třetím místě
- Kazuki Nakadžima startoval ve své 20 GP.

| Pole position      | Vítězství          | Nej. kolo     | Hat trick | Vedení             | Chelem |
| Spojené království | Spojené království | Německo       |           | Spojené království |        |
| Jenson Button      | Jenson Button      | Nico Rosberg  |           | Jenson Button      |        |
| Brawn BGP 001      | Brawn BGP 001      | Williams FW31 |           | Brawn BGP 001      |        |
| 1:26,202           | 1:34:15,784        | 1:27,706      |           | 58 kol             |        |
| 221.466 km/h       | 195.776 km/h       | 217.668 km/h  |           | 307.574 km         |        |
| ------------------ | ------------------ | ------------- | --------- | ------------------ | ------ |

## Stav MS
- GP - body získané v této Grand Prix

| * | Jezdec             | Body | GP | * | Vůz        | Body | GP | * | Stát           | Body | GP |
| - | ------------------ | ---- | -- | - | ---------- | ---- | -- | - | -------------- | ---- | -- |
| 1 | Jenson Button      | 10   | 10 | 1 | Brawn GP   | 18   | 18 | 1 | Velká Británie | 10   | 10 |
| 2 | Rubens Barrichello | 8    | 8  | 2 | Toyota     | 11   | 11 | 2 | Brazílie       | 8    | 8  |
| 3 | Jarno Trulli       | 6    | 6  | 3 | Renault    | 4    | 4  | 3 | Německo        | 8    | 8  |
| 4 | Timo Glock         | 5    | 5  | 4 | Williams   | 3    | 3  | 4 | Itálie         | 6    | 6  |
| 5 | Fernando Alonso    | 4    | 4  | 5 | Toro Rosso | 3    | 3  | 5 | Španělsko      | 4    | 4  |
| 6 | Nico Rosberg       | 3    | 3  |   |            |      |    | 6 | Švýcarsko      | 2    | 2  |
| 7 | Sebastien Buemi    | 2    | 2  |   |            |      |    |   | Francie        | 1    | 1  |
| 8 | Sébastien Bourdais | 1    | 1  |   |            |      |    |   |                |      |    |